# Anioł?
«Anioł?» (Ангел?) — сингл української співачки Ірини Білик, який був виданий у (2002) році, у Польщі на підтримку альбому «Bilyk».

## Трек-лист
| #  | Назва                          | Тривалість |
| -- | ------------------------------ | ---------- |
| 1. | «Anioł? (Album version)»       | 4:35       |
| 2. | «Ти ангел (Ukrainian version)» | 4:33       |